# Банатски музей
Банатският музей (на румънски: Muzeul Banatului) е музей в град Тимишоара, Румъния.
Създаден е през 1872 г. под името „Общество за история и археология“. Притежава колекция от най-важните археологически обекти от Банат, сред които е Неолитното съкровище от Парца, уникално в Европа.
Музеят има Историческа, Археологическа, Етнографска и Природонаучна секция, както и Лаборатория за реставриране и консервиране на културни и исторически обекти. Историческата и Природонаучната секции са разположени в замъка Хуняде. Секцията по изкуствата е обособена в Музей на изкуствата от 1 януари 2006 г.